# Novio
Novio was vanaf 1997 het stads- en streekvervoerbedrijf in Nijmegen (Nederland). Eind 2006 werd het bedrijf een dochteronderneming van Connexxion. Van eind 2009 reed het bedrijf ook lijnbusdiensten in Arnhem. Op 8 december 2012 verdween de bedrijfsnaam uit beeld. Connexxion schreef in 2013 onder de naam OV Regio IJsselmond in op de aanbesteding van de concessie IJsselmond en gebruikte de bedrijfsgegevens van Novio. Daarmee is OV Regio IJsselmond de rechtsopvolger van Novio.

## Geschiedenis

### Van GTN via CVD naar Novio

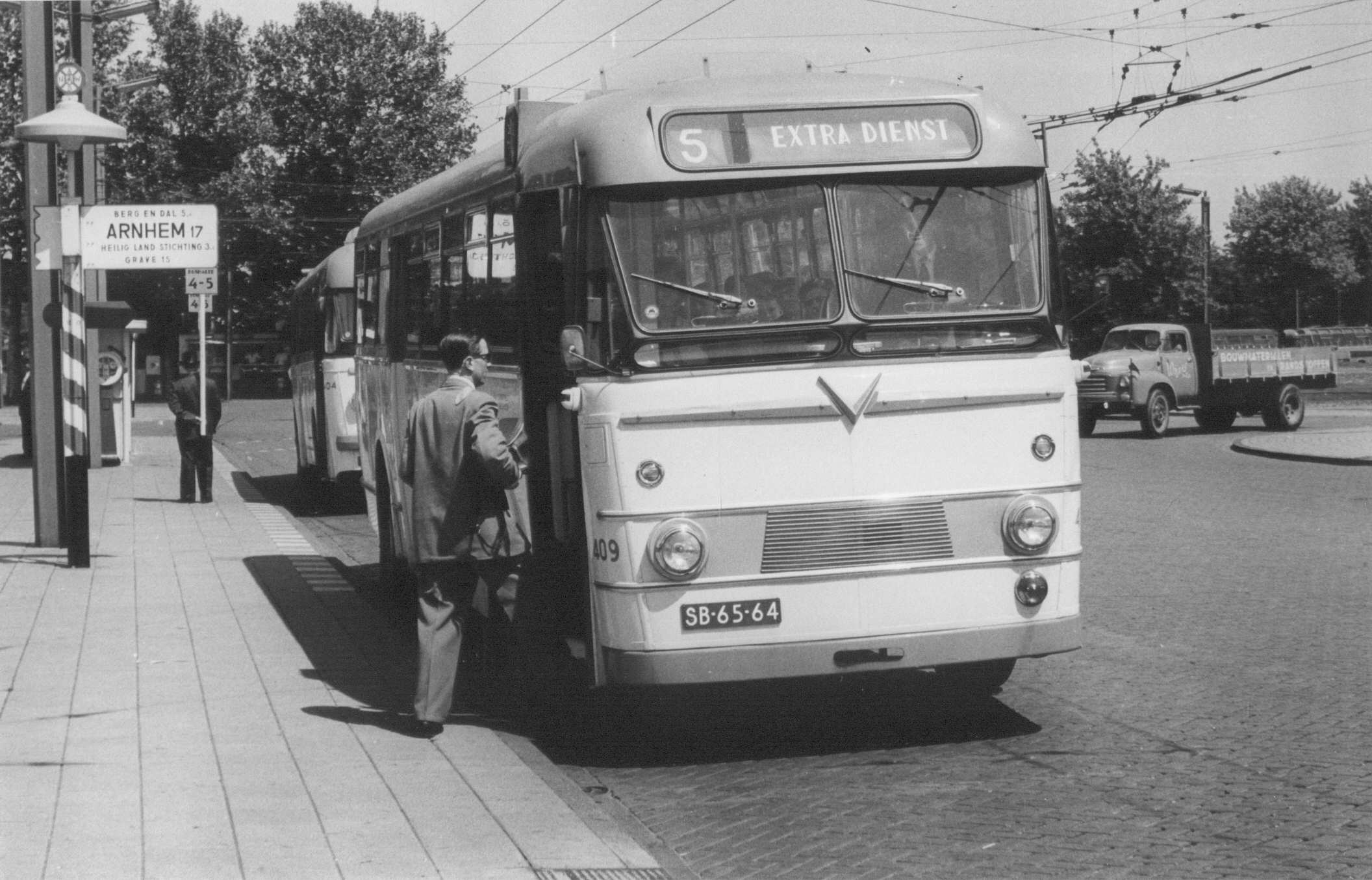
Buslijn 5 van de Centrale Vervoersdienst op het Stationsplein te Nijmegen; 1960.

Sinds 1911 exploiteerde de Gemeente Tram Nijmegen (GTN) openbaar vervoer in Nijmegen, voornamelijk per tram en bus. De GTN nam daarvoor tramlijnen van de Nijmeegsche Tramweg-Maatschappij over, welke al vanaf 1889 paarden- en stoomtrams in Nijmegen exploiteerde. GTN was aan het elektriciteitsbedrijf van Nijmegen verbonden. De gedachte hierachter was dat dat de winstgevende elektriciteitscentrale de tram in magere jaren financieel kon bijstaan. Begin 1950 besloot de gemeente over te stappen op een combinatie van trolleybussen voor drukke lijnen en dieselbussen voor minder drukke lijnen. Vanaf 1952 reden deze trolleybussen en de laatste tram verdween in 1955. Zie ook: Nijmeegse tram en Nijmeegse trolleybus.

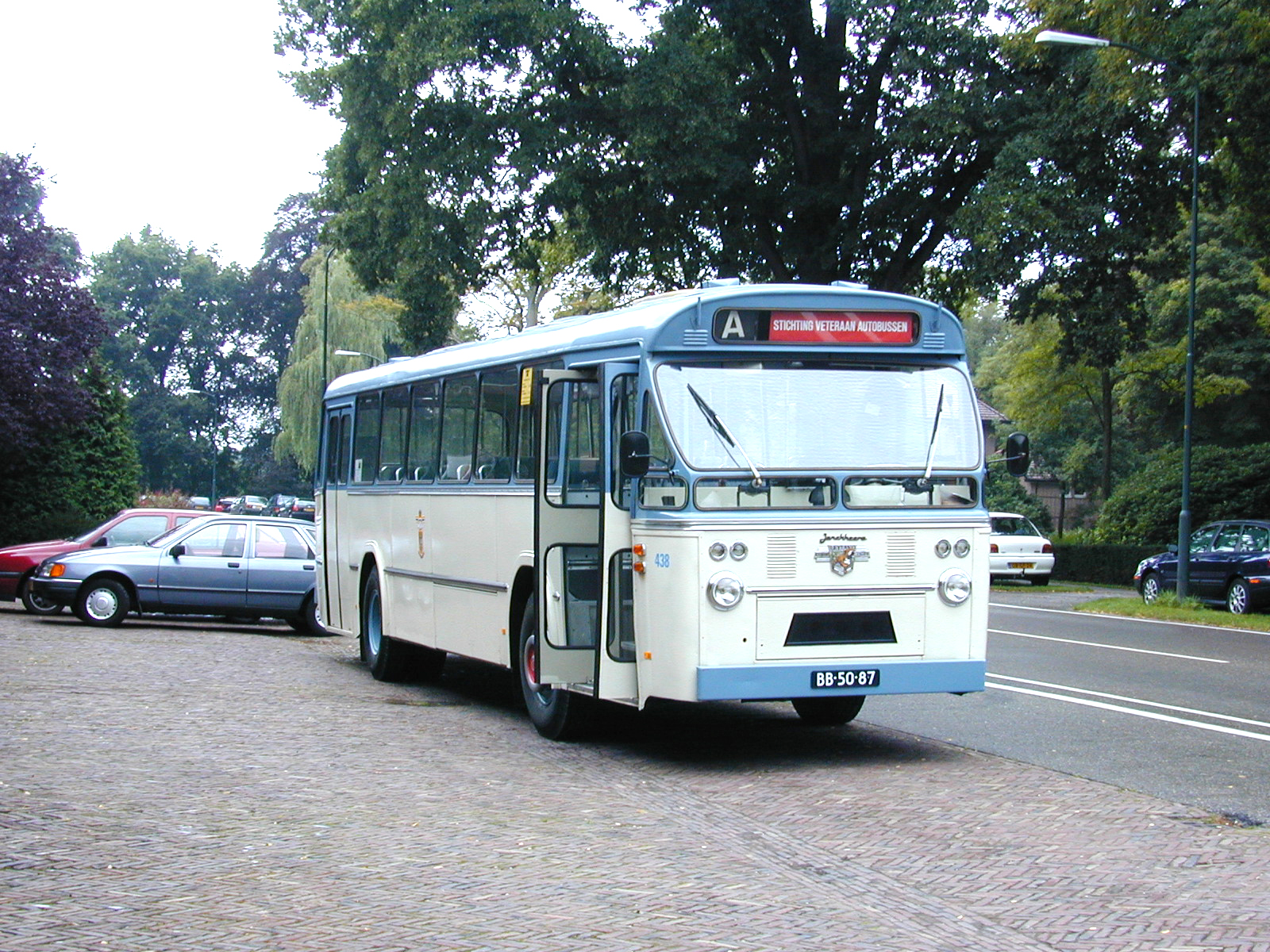
Een bus van de voormalige CVD, thans museumbus van de Stichting Veteraan Autobussen.

Door de gemeente werd hierbij ook besloten het stadsvervoer in Nijmegen geheel onder te brengen bij de GTN, waardoor de Zuidooster haar lijnen in Nijmegen, die nog uit het MBS-tijdperk stamden, moest afstaan. Wegens gebrek aan materieel en mensen zou Zuidooster echter tot 1958 nog materieel en chauffeurs verhuren aan de GTN en zijn opvolger. In 1956 koos de gemeente ervoor om het elektriciteitsbedrijf los te koppelen van het gemeentevervoer. Het gemeentevervoer werd samengevoegd met de reinigings- en ontsmettingsdienst en kreeg de naam Centrale Vervoersdienst (CVD). CVD huurde begin jaren 70 opnieuw bussen en personeel van Zuidooster maar in 1978 kwam hieraan een einde omdat de ZO de bussen zelf nodig had.Daar de CVD zelf onvoldoende eigen bussen bezat werden nu 7 CSA-1 standaards uit 1976 gehuurd van het GVB in Amsterdam. Dit duurde tot 1981 tot men voldoende eigen CSA-1 standaards had. Toch werden toen nog korte tijd bussen gehuurd maar nu het oudste type uit 1967 zowel van het GVB in Amsterdam als de HTM in Den Haag. Uiteindelijk beschikte het bedrijf over 58 eigen CSA-1 wagens en 1 CSA-2 wagen. Ook werden er nog oude CSA-1 wagens uit Groningen en Utrecht gehuurd.  
In 1997 werd CVD opgesplitst. Het gemeentevervoer werd verzelfstandigd tot Novio, afgeleid van de Romeinse naam voor Nijmegen, Noviomagus. De reinigings- en ontsmettingsdienst werd verzelfstandigd tot Dienst Afvalstoffen en Reiniging (DAR). Alle aandelen van Novio gingen naar de gemeente Nijmegen.

### Novio

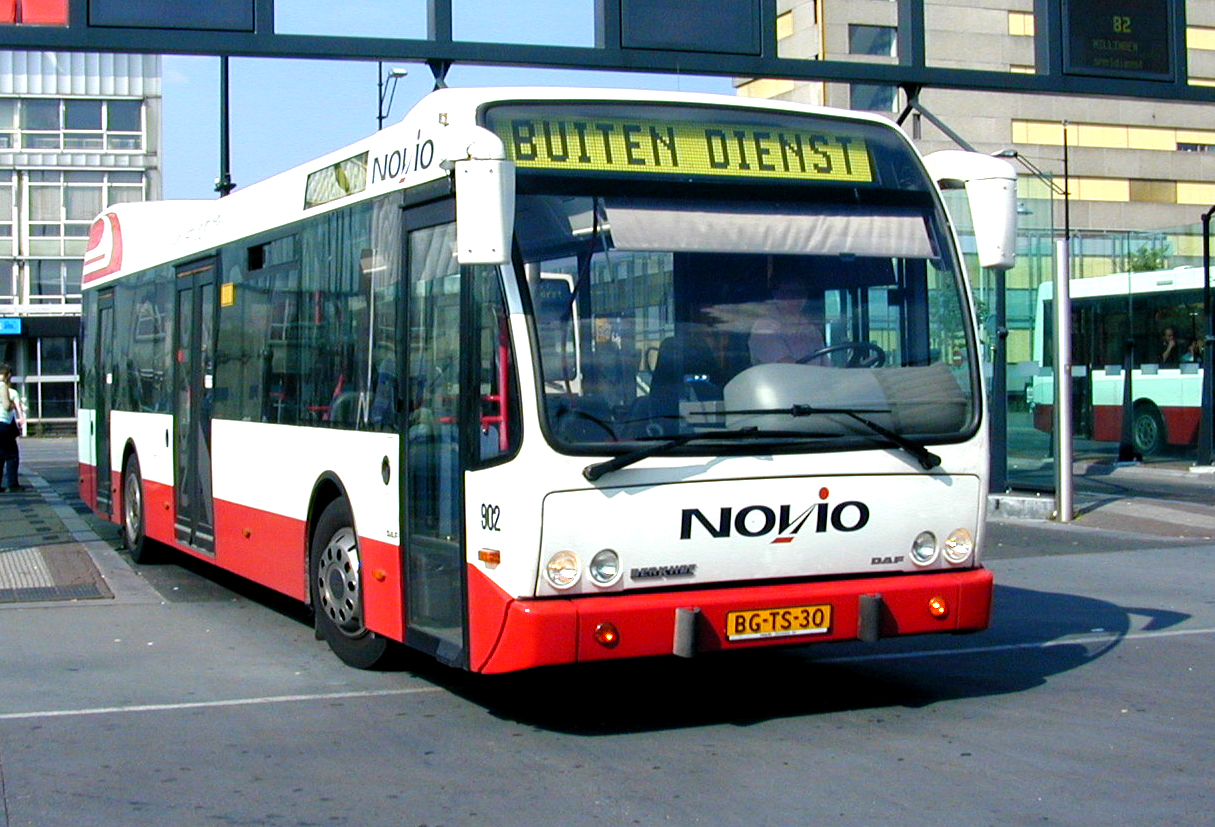
Novio bus 902 van het type Berkhof Jonckheer te Nijmegen; 16 mei 2000.

Novio NV zelf kreeg naast Novio Vervoer (het onderdeel verantwoordelijk voor het uitvoeren van het openbaar vervoer) aanvankelijk twee dochters, Novio Techniek BV en Novio Net BV. Novio Net nam commercieel vervoer voor zijn rekening en Novio Techniek onderhoudswerk niet alleen voor Novio NV maar ook voor (voormalige) diensten van de gemeente Nijmegen zoals DAR. Novio Techniek ging ook steeds meer voor derden werken. Later kwamen nog twee nieuwe marktgerichte onderdelen erbij: Novio Bustechniek en Novio Express. Novio Bustechniek exploiteerde een groot servicecentrum voor touringcars. Dit bedrijf ging later failliet. Novio Express werd samen met Betuwe Express opgericht als een touringcarbedrijf.

### Imago en toekomstprojecten
Novio wilde bouwen aan een sterk imago. Reclame werd van de bussen verwijderd en alle bussen reden in het nieuwe Novio kleurenschema, wit met een rode schort. Enige uitzondering vormde de 606, een wagen die in een project voor kunstbussen beschilderd was. Deze bus was in 1994 overgeschilderd ter nagedachtenis van de geallieerde landingen tijdens Operatie Market Garden waarin Nijmegen werd bevrijd, toen 50 jaar geleden. Hij kreeg de tekst "50 jaar vrijheid en democratie" mee. Tot begin 2008 reed deze als bevrijdingsbus, alleen de tekst was inmiddels veranderd in "Meer dan 60 jaar vrijheid en democratie". In 2006 reden weer veel bussen met reclame. Sinds 2008 rijden de bussen zonder reclame, een subsidie van de gemeente Nijmegen zorgt voor de financiering.
Novio had enkele toekomstprojecten om het openbaar vervoer in Nijmegen te verbeteren. De eerste was een moderne kabeltram tussen het stadscentrum en de nieuwe wijk Nijmegen-Noord aan de overkant van de Waal. Dit project is uiteindelijk afgeblazen.
Novio was in 2000 in gesprek met bussenbouwer Den Oudsten uit Woerden voor de ontwikkeling van een nieuwe lichtgewicht bus. Deze bus zou bestaan uit composietmaterialen zoals ze in de luchtvaart gebruikt worden en zou bestaan uit kant- en klare modules, die geleverd zouden worden door Fokker. Deze modules zouden het onderhoud vergemakkelijken en bovendien steviger zijn dan gebruikelijke materialen in bussen. Door het lichte gewicht zou brandstof bespaard worden en door gebruik van een experimentele hybride aandrijving met extra zuinige dieselmotoren en nieuwe filters zou de uitstoot van schadelijke stoffen nog verder beperkt worden. Uiteindelijk haakte Novio met dit project af. De bus, aangeduid als X97, werd nog wel gebouwd maar in samenwerking met RET en de gemeente Rotterdam. De bus doorstond een praktijktest niet en na het faillissement van Den Oudsten werd deze door Fokker verkocht.

### Deelname in SVN
Novio nam sinds eind 2004 voor 49 procent deel in de toen nieuwe vervoerder Stadsvervoer Nederland (SVN), die de concessie Oost-Utrecht uitvoerde. Naast Novio nam Volker Wessels deel in SVN. SVN deed, met weinig succes, mee aan de aanbesteding voor concessies in Noord-Brabant. Met de overname van Novio door Connexxion is het aandeel van Novio naar Connexxion gegaan.

### Mislukte verkoop aan HTM
In september 2004 maakte de gemeente Nijmegen bekend Novio te willen verkopen, vanwege de toekomstige openbare aanbestedingen. Het was onzeker dat Novio na de aanbestedingen nog in Nijmegen zou rijden. Daarom was de huidige situatie, met de gemeente als enige aandeelhouder, ongewenst. Ook zou de gemeente Nijmegen een dubbele rol gaan spelen in de aanbestedingen.
Eind 2005 zou het bedrijf verkocht worden aan HTM en werd een principeovereenkomst getekend. Deze verkoop liep spaak na boekenonderzoek door de HTM. Hierna liet de directeur van HTM zich in de pers 'onwelgevallig' uit over Novio. De gemeente Nijmegen zette - als enige aandeelhouder - korte tijd later (februari 2006) de zittende directeur Van Lokven op non-actief. Reden hiervoor zouden de verliezen bij de verworven concessie SVN zijn. Van Lokven startte een bodemprocedure met als doel zijn ontslag ongedaan te laten maken.

### Verkoop aan Connexxion
Op 28 september 2006 kwam het persbericht naar buiten dat de gemeente Nijmegen een voorlopige overeenstemming had bereikt met Connexxion om Novio te verkopen. Connexxion kreeg 3 weken de tijd om de boekhouding van Novio door te nemen, en ook de NMA kreeg de kans de verkoop te onderzoeken. Het was de bedoeling dat Novio NV in november 2006 onderdeel van het Connexxion-concern zou worden. Het zou echter een onafhankelijk bedrijf worden (vergelijkbaar met Connexxiondochter Hermes). Connexxion had plannen om delen van de concessies van Hermes (KAN-zuid) en Connexxion (KAN-noord) bij Novio onder te brengen.
Voor de 500 werknemers was er een baangarantie van 3 jaar.
Op 28 november 2006 maakte de gemeente Nijmegen bekend dat de gemeente en de Raad van Bestuur van Novio overeenstemming hadden bereikt over de verkoop van Novio. De kosten voor overname bedroegen € 12,4 miljoen. De verkoop was hiermee nog niet definitief omdat de gemeenteraad nog inspraak had. De gemeente hoopte Novio vóór 31 december 2006 definitief verkocht te hebben om de onderhandse gunning van de concessie aan Novio met 1 jaar te mogen verlengen.
Op 21 december 2006 maakte de Nederlandse Mededingingsautoriteit (NMa) bekend dat Novio overgenomen mocht worden door Connexxion. Op 29 december 2006 werd de verkoopovereenkomst getekend, waarmee de verkoop aan Connexxion definitief was. De gemeente heeft alle aandelen in Novio overgedragen aan Connexxion. Per december 2007 is de website van Novio uit de lucht gehaald en geïntegreerd met de website van Connexxion.

### Stadsregio Arnhem Nijmegen

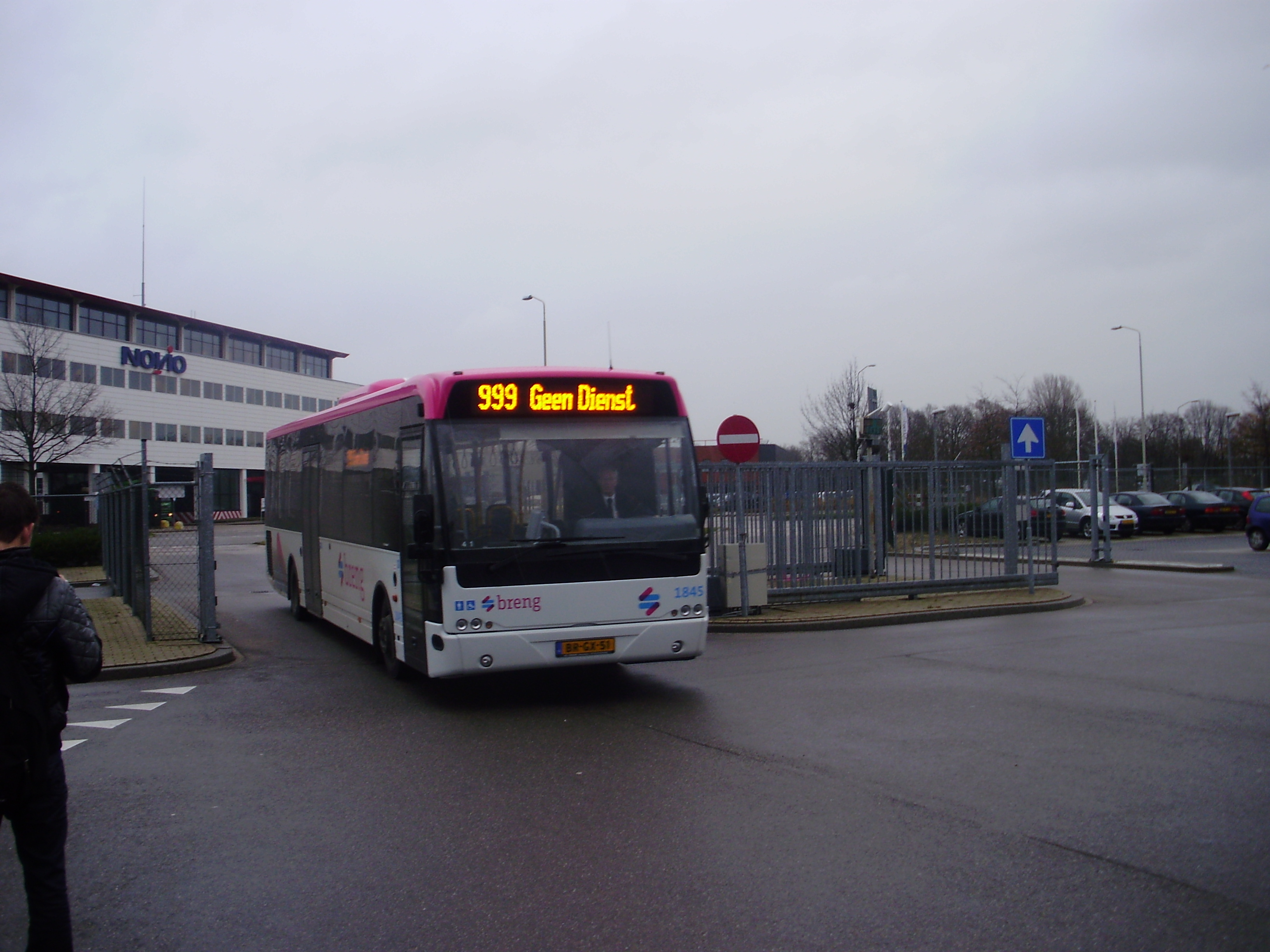
Breng-bus rijdt de Hermes-stalling op; op de achtergrond de oude Novio-stalling.

Het bedrijf exploiteerde van 13 december 2009 tot en met 8 december 2012 het openbaar vervoer in Stadsregio Arnhem Nijmegen onder de naam Breng. Daarvoor reed de vervoerder al in het concessiegebied KAN-Zuid (gemeente Nijmegen). Deze concessie was onderhands aan Novio gegund. De streeklijnen en enkele stadslijnen binnen deze concessie waren voor een groot deel uitbesteed aan Hermes.
De concessie KAN-Noord (Arnhem) en KAN-Zuid (Nijmegen) werden in 2009 gezamenlijk aanbesteed. De opdrachtgever eiste dat er onder één naam en één stijl in de regio gereden moest worden om het openbaar vervoer herkenbaarder te maken. De rood/witte huisstijl op de bussen van Novio is hierdoor verdwenen. Men hanteerde alleen nog de naam Breng.

### Einde van Novio in Arnhem-Nijmegen
Voor de nieuwe concessie van de Stadsregio Arnhem Nijmegen liet Connexxion niet Novio maar Hermes mee bieden. Op 14 juli 2011 werd door de Stadsregio bekendgemaakt dat de concessie aan Hermes gegund is. Hermes zal de merknaam Breng blijven handhaven. Novio is hierdoor per 9 december 2012 officieel verdwenen uit het straatbeeld van Nijmegen, terwijl Hermes is teruggekeerd in Nijmegen na drie jaar afwezigheid.

### OV Regio IJsselmond
Connexxion schreef in 2013 onder de naam OV Regio IJsselmond in op de aanbesteding van de concessie IJsselmond (het busvervoer in Noordwest-Overijssel, Noordoostpolder en Oost-Flevoland). Daarvoor gebruikte Connexxion de KvK-gegevens van Novio. Daarmee is OV Regio IJsselmond de rechtmatige opvolger van Novio.

## Lijnen dienstregeling 2009
Novio onderhield een aantal stadslijnen in Nijmegen, een streeklijn rond Elst en een drietal buurtbussen in de regio. Hieronder volgt een overzicht van Novio lijnen uit de dienstregeling van 2009.
| Lijn | Route | Bijzonderheden |
| ---- | --- | --- |
| 2    | Weezenhof - Brabantse Poort - Centraal Station - Plein 1944                                                                                   | |
| 3    | St. Maartenskliniek - Plein 1944 - Centraal Station - station Heyendaal - Universiteit O.Z. - CWZ - Brabantse Poort - Wijchen Noord - Wijchen | |
| 4    | St. Maartenskliniek - Plein 1944 - Centraal Station - station Heyendaal - Universiteit O.Z. - CWZ - Brabantse Poort - Wijchen-Zuid - Wijchen  | |
| 6    | Brabantse Poort - Hatert - UMC St Radboud - Centraal Station - Plein 1944 - Neerbosch-Oost                                                    | Maandag t/m zaterdag tussen 19:00 en 21:00 en op zondag tussen 12:00 en 21:00 rijden extra ritten tussen Hatert en Neerbosch-Oost. |
| 7    | Brabantse Poort - Lindenholt West - Plein 1944 - Centraal Station - Brakkenstein                                                              | Rijdt in de avonduren en op zondag door Lindenholt Oost                                                                            |
| 8    | Hatert - CWZ - Centraal Station - Plein 1944 - Berg en Dal                                                                                    | |
| 10   | Centraal Station - station Heyendaal - Heyendaal - station Heyendaal - Centraal Station                                                       | Heyendaalshuttle. Rijdt maandag t/m vrijdag tot 19:00 en niet tijdens bepaalde feest- of vakantiedagen.                            |
| 24   | Transferium Ressen - Centraal Station - Ind. Winkelsteeg                                                                                      | Spitslijn, rijdt 's ochtends heen en 's middags terug.                                                                             |
| 25   | Lent - Centraal Station - UMC St Radboud - Erasmuslaan - Groesbeek                                                                            | Spitslijn |
| 57   | Kranenburg - Wyler - Beek - Nijmegen CS | Spitslijn |
| 103  | Zetten - Andelst - Herveld - Valburg - Elst (- Plein 1944 - Nijmegen CS)                                                                      | Rijdt alleen overdag. |
| 162  | Beek - Kalorama - Berg en Dal - Zevenheuvelenweg - Groesbeek - Zweefvliegveld - Malden                                                        | Buurtbus. Rijdt maandag t/m vrijdag overdag.                                                                                       |
| 163  | Alverna - Wijchen - Leur - Hernen - Bergharen - Batenburg                                                                                     | Buurtbus. Rijdt maandag t/m vrijdag overdag.                                                                                       |
| 164  | Groesbeek, Stekkenberg - Centrum - Sportpark Zuid - Gemeentehuis - Zuidmolen - Station Mook-Molenhoek                                         | Buurtbus. Rijdt maandag t/m vrijdag overdag.                                                                                       |

Naast bovenstaande lijnen, die geheel door Novio werden bediend, reed Novio ook dagelijks een aantal ritten op lijn 5 Groesbeek - Beuningen Aalsterveld, die voor het overgrote deel door Hermes wordt uitgevoerd. Op zaterdag reden deze bussen na Aalsterveld door als lijn 11 naar Nijmegen, Brabantse Poort. Op werkdagen reed Novio twee ritten op Hermeslijn 82, beide in de richting Millingen - Nijmegen CS.
Sinds de opening van station Molenhoek in mei 2009 verzorgde Novio in de avonduren eveneens ritten van lijn 1 Centraal Station - Molenhoek.
Gezamenlijk met het Duitse NIAG exploiteerde Novio lijn 58 Emmerich - Kleve - Nijmegen. Deze lijn werd gereden door NIAG. Novio verzorgde ritten tussen Kranenburg en Nijmegen in de spitsuren met lijn 57.
Sinds 13 december 2009 voert Novio het vervoer in de gehele concessie Arnhem-Nijmegen uit onder de merknaam Breng.

## Busbaan door de spoorkuil
Op 20 augustus 2006 werd de nieuwe busbaan door de spoorkuil in gebruik genomen. De bestaande busbaan door de spoorkuil tussen het station en de Graafseweg en de St. Annastraat is doorgetrokken naar de Heyendaalseweg en gaat vlak voor het station Nijmegen Heyendaal omhoog naar straatniveau.
De bestaande bushalte Heyendaal NS (vroeger van Interliner 412 en sneldienst 212) werd verplaatst van de Kapittelweg naar de nieuwe busbaan bij de Heyendaalseweg. Aanvankelijk deden alleen Novio lijn 10 (Heyendaalshuttle) en Hermes lijnen 54 (Grave - Nijmegen vv) en 55 (Cuijk - Nijmegen vv) deze halte aan. Vanaf 10 december 2006 reden meer bussen via de verlengde spoorkuil. Dit waren Hermes lijnen 3 (Wijchen), 4 (Wijchen), 9 (Grave, de oude lijn 54) en 255 (Cuijk, de oude lijn 55) en Novio lijn 10 (Heyendaalshuttle).

## Heyendaalshuttle
In december 2004 zette Novio een lijn op ter behoeve van de Radboud Universiteit, de HAN en het UMC St Radboud. Deze nieuwe lijn 10 rijdt op weekdagen in hoge frequentie een ronde rond het Radboudziekenhuis en doet hierbij alle faculteiten van de universiteit en ook de hogeschool aan. Oorspronkelijk reed deze lijn over de drukke St. Annastraat. Na het gereedkomen van de verlengde spoorkuil rijdt deze bus vanaf station Nijmegen rechtstreeks over een busbaan naar station Heyendaal waar deze richting de campus afslaat. De komst van de Heyendaalshuttle betekende een verbetering in bereikbaarheid van de campus. De Heyendaalshuttle werd grotendeels gereden door de speciaal hiervoor aangeschafte gelede bussen uit de 9800-serie.

## Wagenpark
Het wagenpark bestond uit de volgende wagens:
| Nummer                           | Type                              | Bouwjaar                                  | Herkomst                                                            | Opmerkingen                                               | Afbeelding |
| -------------------------------- | --------------------------------- | ----------------------------------------- | ------------------------------------------------------------------- | --------------------------------------------------------- | ---------- |
| 543-546, 548-559, 650,651        | DAF / Hainje SB201 / CSA-I en II  | 1980-1983, 1985 (559 CSA-II semi-tourbus) | 650 ex HTM CSA-2 477 en 651 ex HTM CSA-2 479                        | Afgevoerd                                                 |            |
| 601-647                          | DAF / Hainje SB220 / ST2000       | 1989-1992                                 |                                                                     | Afgevoerd. 647 bewaard door Stichting Veteraan Autobussen |            |
| 701-716                          | DAF / Berkhof SB220 / 2000NL      | 1994-1996                                 |                                                                     | Afgevoerd                                                 |            |
| 1378-1386                        | DAF / Berkhof SB250 / Premier     | 1998                                      | Connexxion,ex Schiphol 10 meter platformwagens 577-588              | Afgevoerd                                                 |            |
| 1700-1723, 1725, 1727-1730, 1732 | DAF / Berkhof SB250 / Jonckheer   | 2002/2003                                 | ex Hermes Eindhoven                                                 | Afgevoerd                                                 |            |
| 2509-2525, 2596-2598             | Van Hool A300                     | 2000/2001                                 | Schiphol Sternet                                                    | Afgevoerd                                                 |            |
| 2850, 2853, 2854, 2863           | Den Oudsten Alliance B96          | 1998/2000                                 | Connexxion                                                          | Afgevoerd                                                 |            |
| 4119-4121, 4123-4133             | Van Hool NewA330                  | 2004                                      | GVU                                                                 | Naar GVU/ Connexxion Academy                              |            |
| 9176-9181                        | Mercedes-Benz Citaro (geleed)     | 2005                                      | Connexxion                                                          | 9176-9178 naar Breng, 9179-9181 naar Connexxion           |            |
| 9301 en 9302                     | MAN A21                           | 2001                                      |                                                                     | Afgevoerd                                                 |            |
| 9801 en 9806                     | Den Oudsten Alliance B93 (geleed) | 1998                                      | Connexxion                                                          | Afgevoerd                                                 |            |
| 9802-9805                        | Mercedes-Benz Citaro (geleed)     | 1998-2000                                 | 9802+9803 TransEvry Bondoufle 9804+9805 Verkehrsbetriebe Kreis Plön | Afgevoerd                                                 |            |
| 9901-9910                        | DAF / Berkhof SB250 / Jonckheer   | 1998                                      |                                                                     | Afgevoerd (naar Womy)                                     |            |

De 9900 serie bestond uit tien wagens (Novio 901-910) van de Jonckheer-stadsbus van Berkhof, gebouwd op een SB250 chassis van DAF. Deze bussen waren de eerste bussen met een lage vloer bij Novio. Al deze bussen hadden een digitale filmkast. Deze bussen hadden in 2008 de Connexxion boordcomputer Infoxx gekregen, GPS systemen, reizigersinformatieschermen en OV-chipkaartapparatuur werden omgenummerd naar de 9901-9910 om in het Connexxion wagenpark te kunnen worden opgenomen. Bij de ingang van de nieuwe concessie op 13 december 2009 bleven deze bussen nog tijdelijk in dienst totdat alle nieuwe stadswagens in dienst waren genomen.
De 2850, 2853, 2854 en 2863 waren Den Oudsten B96 Alliance bussen en stroomden in 2008 om oude Novio bussen te vervangen. De bussen waren laagvloers en waren uitgerust met OV-chipkaartapparatuur en informatie voor de reiziger. Bij de ingang van de nieuwe concessie op 13 december 2009 bleven deze bussen nog tijdelijk in dienst totdat alle nieuwe stadswagens in dienst waren genomen.
De 4119-4121 en 4123-4133 waren newA330 bussen gebouwd door Van Hool en waren in 2008 in dienst gekomen ter vervanging van de oude wagens uit de 600 en 700 serie. Deze bussen hadden een lage vloer en waren uitgerust met OV-chipkaartapparatuur en informatie voor de reiziger. Connexxion had deze doorgeschoven vanuit dochterbedrijf GVU, bij wie deze eerst dienstdeden op de stadsdienst in Utrecht. Bij de ingang van de nieuwe concessie op 13 december 2009 bleven deze bussen nog tijdelijk in dienst totdat alle nieuwe stadswagens in dienst waren genomen.
De 1700-1732 waren Berkhof Jonckheer bussen afkomstig van Hermes Eindhoven. Deze bussen waren in 2001 en 2003 in dienst gekomen ter vervanging van de oudste stadsbussen in Eindhoven. Ze verschilden niet veel van de 9900 serie. Met ingang van een nieuwe concessie in Eindhoven in december 2008 werd het wagenpark volledig vernieuwd en werden deze bussen overbodig in Eindhoven. Na inbouw van OV-chipkaartapparatuur waren deze bussen naar Nijmegen gekomen en vervingen ze de Premier, Van Hool A300 en de resterende MAN wagen. Bij de ingang van de nieuwe concessie op 13 december 2009 bleven deze bussen nog tijdelijk in dienst totdat alle nieuwe stadswagens in dienst waren genomen.
De 9176-9181 zijn gelede Citaro bussen, gebouwd door Mercedes-Benz. Deze wagens stroomden in 2009 in om de oudere gelede wagens in Nijmegen te vervangen. De bussen hebben een lage vloer en beschikken over OV-chipkaartapparatuur. Bij de ingang van de nieuwe concessie op 13 december 2009 verdwenen deze bussen uit Nijmegen. De 9176-9178 bleven in dienst bij Breng in Arnhem, de 9179-9181 gingen terug naar moederbedrijf Connexxion voor de regio Rotterdam.

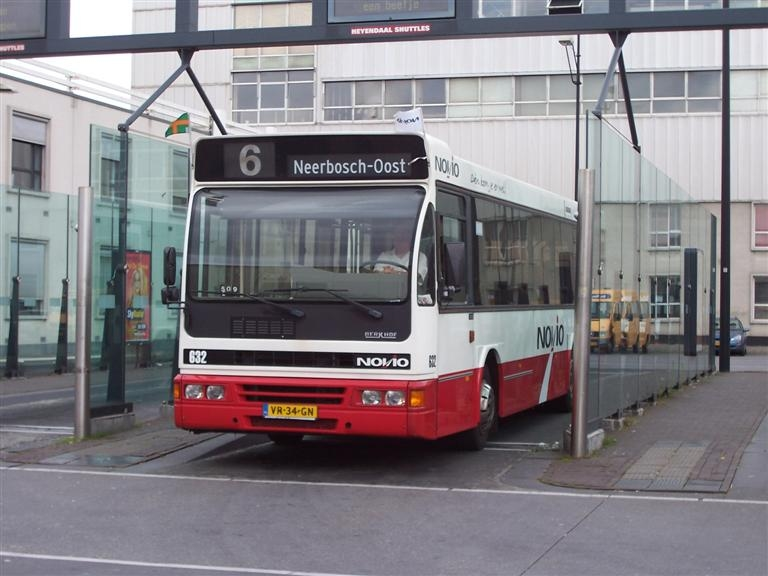
Nijmegen CS, ex-Noviobus 632. Lijn 6 naar Neerbosch-Oost.

De aan de CVD geleverde 500 serie met de nummers 501-558 waren SB 201 DKDL DAF/Hainje CSA-1 wagens en werden geleverd tussen 1977 en 1983. De 502, 503, 501, 504 en 505 werden later verkocht aan de BBA en kwamen daar als 360-364 in dienst. De laatste wagens gingen eind jaren 90 buiten dienst. De 555-558 hadden een ZF4 versnellingsbak. De 559 was de enige CSA-2 wagen en was semi-tourbus. De 650 en 651 waren CSA-2 wagens die van de HTM waren overgenomen.
De 600 serie was de laatste serie die nog koersrollen had in de lijnenkast zitten, in plaats van digitale bestemmingsaanduidingen. Een uitzondering hierop vormde de 647 die een digitale filmkast had. Deze bus was van roestvrij staal gemaakt. Vanaf de 632 hebben deze bussen in december 2004 een nieuwe filmrol gekregen waarbij vervallen bestemmingen zijn weggelaten en nieuwe bestemmingen zijn toegevoegd. Bij deze bussen waren de bestemmingsrollen aan de zijkant verwijderd en niet vervangen. De lijnnummers waren nog wel aan de zijkant zichtbaar. De 622-625 en 631 hebben een tijd bij Stadsvervoer Nederland gereden.
Deze bussen bestonden uit een DAF SB220 LC550 chassis met een ST2000 carrosserie van Hainje. Alle bussen van deze serie zijn begin april 2008 uit de omloop gehaald toen Connexxion ander materieel uit andere delen van het land doorschoof naar Nijmegen.
De 700 serie bestond uit zestien bussen (701-716) met een DAF SB220 LT550 chassis en een VDL Berkhof 2000NL carrosserie. Al deze bussen waren voorzien van een digitale filmkast. Bus 701 is op 24 februari 2006 getroffen door een kleine brand, waarbij de draadboom van de bus door is gesmolten en kwam niet terug in dienst. De rest van de serie is begin maart 2008 uit de omloop gehaald toen nieuwere bussen uit het Connexxion wagenpark instroomden.
De 1375-1386 serie Premier waren van oorsprong de Schipholplatformwagens 577-588 en waren nog aan de NZH in de gele kleur afgeleverd.Daar het lage-vloerwagens waren werd er veelvuldig mee geschoven en werden ze Connexxion groen gespoten en vernummerd tot 1375-1386. Ze reden daarna onder meer in de laatste dagen van de Connexxion-concessie Veluwe in 2004 en vervolgens in Arnhem.
Daarna reden ze op de Amstelveense lijnen 165 en 166 omdat voor die lijnen lage-vloerbussen verplicht waren. Deze wagens werden door Connexxion doorgeschoven ter vervanging van oud materieel. Nadat wagens uit Eindhoven instroomden in Nijmegen, gingen deze bussen bij Novio terzijde.
De 2509-2525 en de 2596-2598 waren van Hool A300 ex-Schiphol sternetwagens en werden door Connexxion begin 2008 doorgeschoven naar Nijmegen ter vervanging van oud materieel. Nadat wagens uit Eindhoven instroomden in Nijmegen, gingen deze bussen bij Novio terzijde.
De 9300-serie bestond uit de bussen 9301 en 9302 van 't model Lion's City A21 (in de oude uitvoering). Deze waren in 2004 verhuurd aan dochterbedrijf Stadsvervoer Nederland, maar waren sinds begin 2006 weer terug in Nijmegen. Het ging hier om bussen van MAN met een digitale filmkast. Deze bussen hadden in 2008 een nieuwe boordcomputer gekregen en GPS systemen en waren omgenummerd naar de 9300 serie om in het Connexxion wagenpark te kunnen worden opgenomen. Hiervoor reden ze rond als de 101 en 102. Een van de bussen raakte bij een brand op het busstation beschadigd en kwam niet terug in dienst. De andere bus ging buiten dienst toen bussen uit Eindhoven instroomden in Nijmegen.
De 9800-serie bestond uit zes tweedehands gelede bussen (9801-9806). Deze bussen waren speciaal aangeschaft voor de Heyendaalshuttle.
De 9801 en 9806 waren gelede bussen uit de B93 Alliance serie van Den Oudsten. Het ging hier om zogenaamde integraalbussen waarbij chassis en opbouw beide door Den Oudsten waren verzorgd. De motoren waren geleverd door DAF. Beide bussen waren overgenomen van Connexxion (stadsdienst Almere). Oorspronkelijk zouden zes bussen van Connexxion overgenomen worden, maar van vier bussen ging de verkoop niet door. De 9802-9805 waren gelede Mercedes-Benz Citaro-bussen van het type O530G en waren aangeschaft ter vervanging van de teruggevorderde Alliance-bussen. Ook deze bussen waren tweedehands. Al deze bussen hadden een digitale filmkast. Deze bussen hadden in 2008 een nieuwe boordcomputer gekregen en GPS systemen en waren omgenummerd naar de 9800 serie om in het Connexxion wagenpark te kunnen worden opgenomen. Hiervoor reden ze rond als de 800 serie. Alle bussen ging in 2009 buiten dienst toen nieuwere gelede wagens doorgeschoven werden door Connexxion.